# Selkirkiella carelmapuensis
Selkirkiella carelmapuensis là một loài nhện trong họ Theridiidae.
Loài này thuộc chi Selkirkiella. Selkirkiella carelmapuensis được Herbert Walter Levi miêu tả năm 1963.